# Evangelische Kirche (Klein-Rechtenbach)

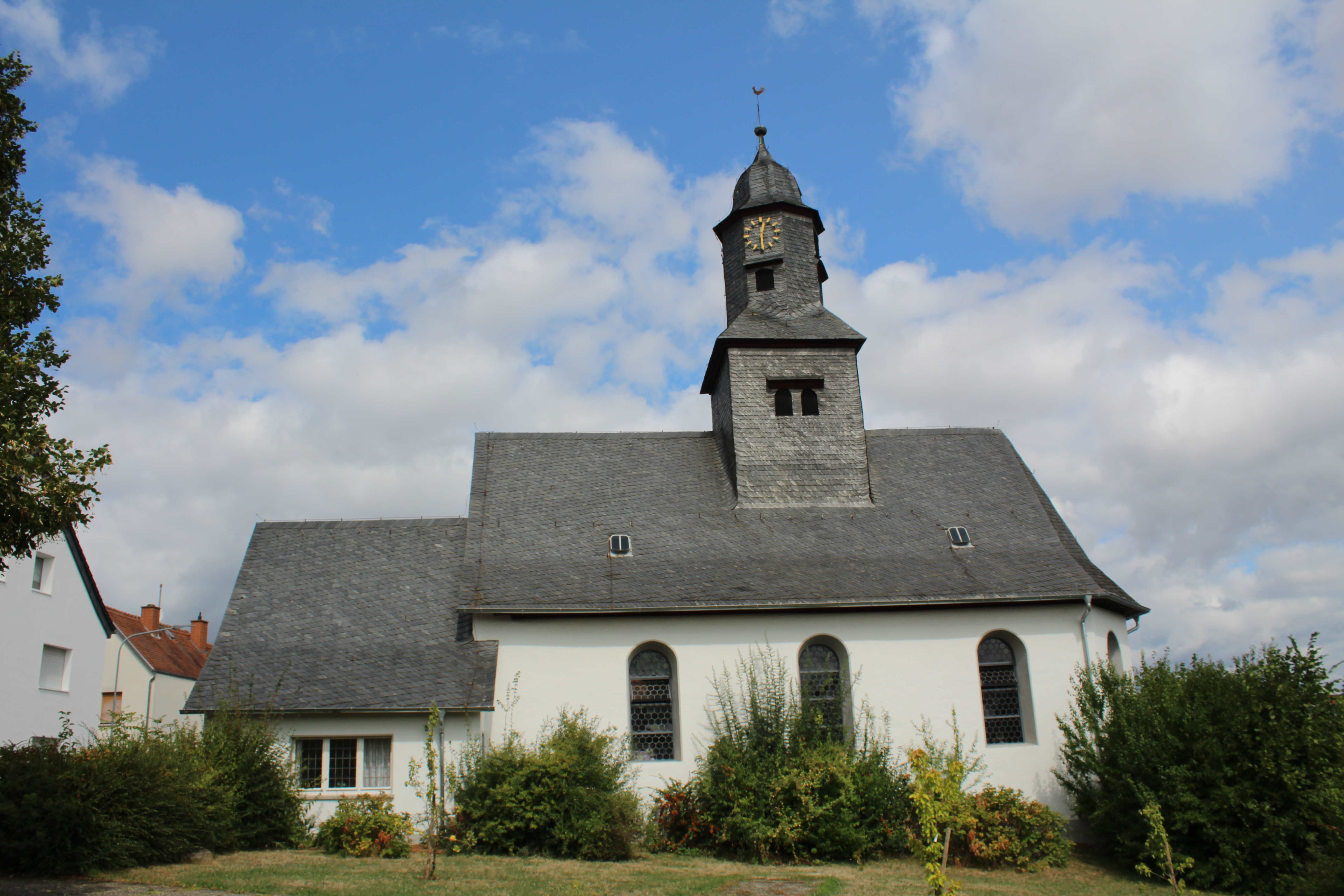
Kirche von Süden

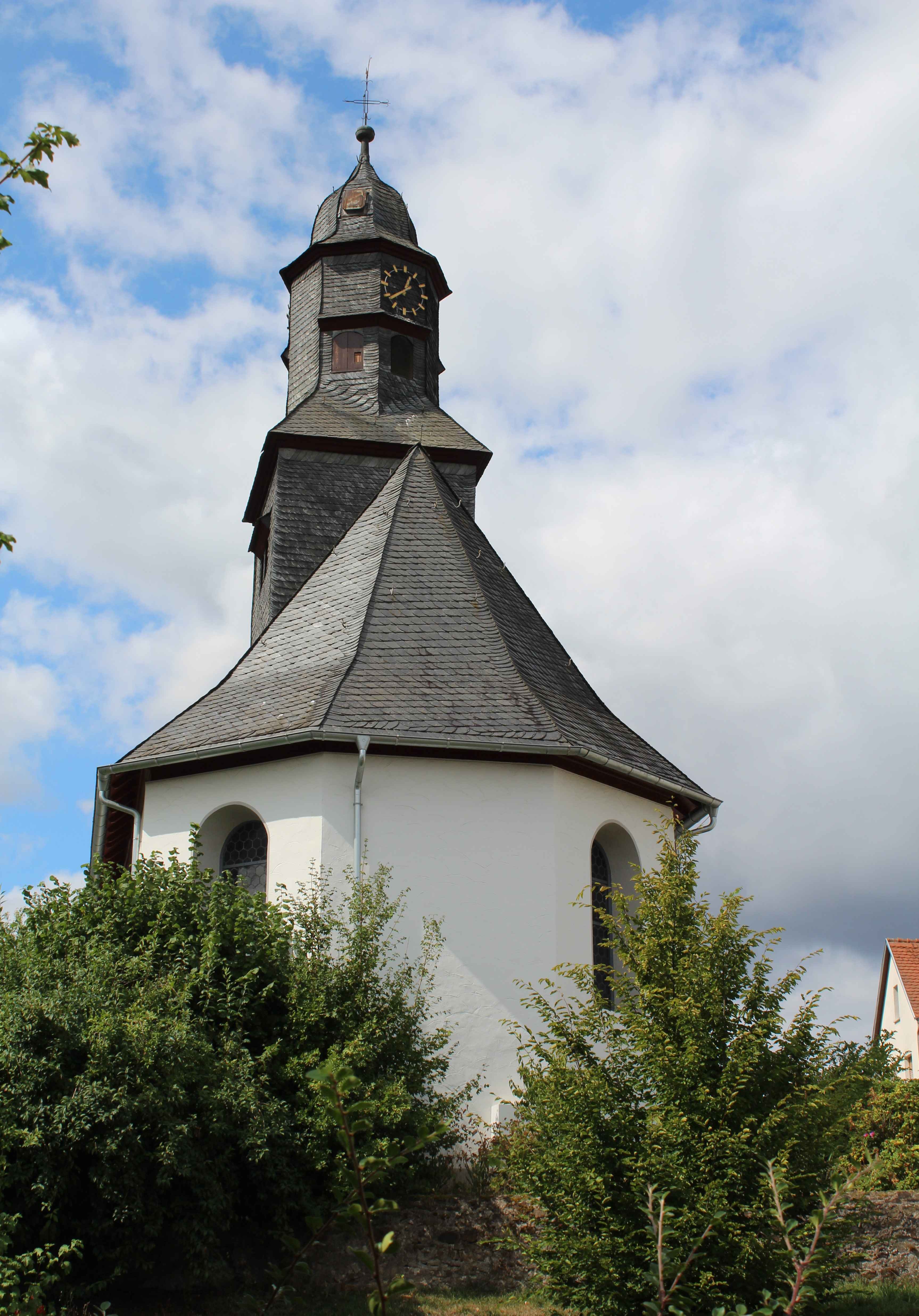
Kirche von Osten

Die Evangelische Kirche in Klein-Rechtenbach, einem Ortsteil von Hüttenberg im Lahn-Dill-Kreis (Mittelhessen), ist eine barocke Saalkirche, die im Jahr 1664 errichtet wurde. Die  Kirche mit Dreiachtelschluss und oktogonalem Haubendachreiter ist aus geschichtlichen, künstlerischen und städtebaulichen Gründen hessisches Kulturdenkmal.

## Geschichte
Im Jahr 1332 wird ein Pfarrer erwähnt, was die Existenz einer Kirche voraussetzt. In vorreformatorischer Zeit hatten Großrechtenbach („superior“) und Kleinrechtenbach („inferior“) je eine Pfarrei. Im ausgehenden Mittelalter gehörte die Pfarrei zum Archipresbyterat Wetzlar im Archidiakonat St. Lubentius Dietkirchen im Bistum Trier.
Mit Einführung der Reformation wechselte Rechtenbach vermutlich in der Mitte des 16. Jahrhunderts zum evangelischen Bekenntnis. Als erster evangelischer Pfarrer ist 1596 Johannes Willichius (Willich) nachgewiesen, der bis 1596 Rechtenbach betreute.
Die heutige Kirche wurde im Jahr 1664 gebaut, möglicherweise unter Einbeziehung von Teilen des mittelalterlichen Vorgängerbaus. Um dieselbe Zeit wurde auch das (heute nicht mehr bestehende) Pfarrhaus mit seinen Nebengebäuden errichtet. Baumaßnahmen am Chor sind für das Jahr 1740 nachgewiesen. Zwei kleine Glocken wurden im Jahr 1809 von Glockengießer Bernhard, Tiefenbach, gegossen und 1906 durch zwei Rincker-Glocken ersetzt.
Der Westanbau wurde im Jahr 1966 errichtet. In diesem Zuge wurde der Emporenaufgang verlegt.
Bis 1970 bestanden in Großrechtenbach und Kleinrechtenbach zwei evangelische Gemeinden, die pfarramtlich verbunden waren. Die fusionierte Kirchengemeinde gehört zum Evangelischen Kirchenkreis an Lahn und Dill in der Evangelischen Kirche im Rheinland.

## Architektur

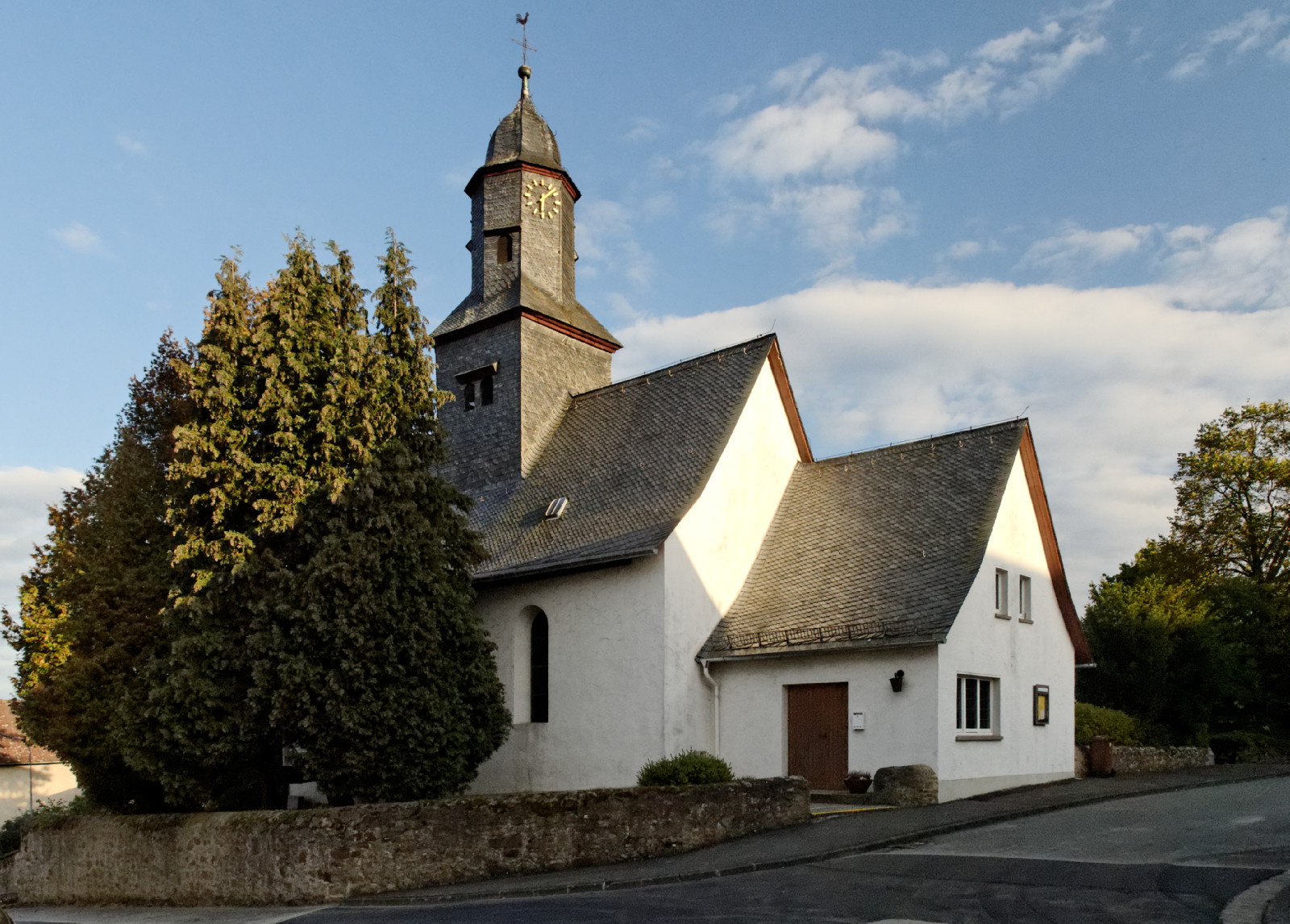
Kirche von Nordwesten

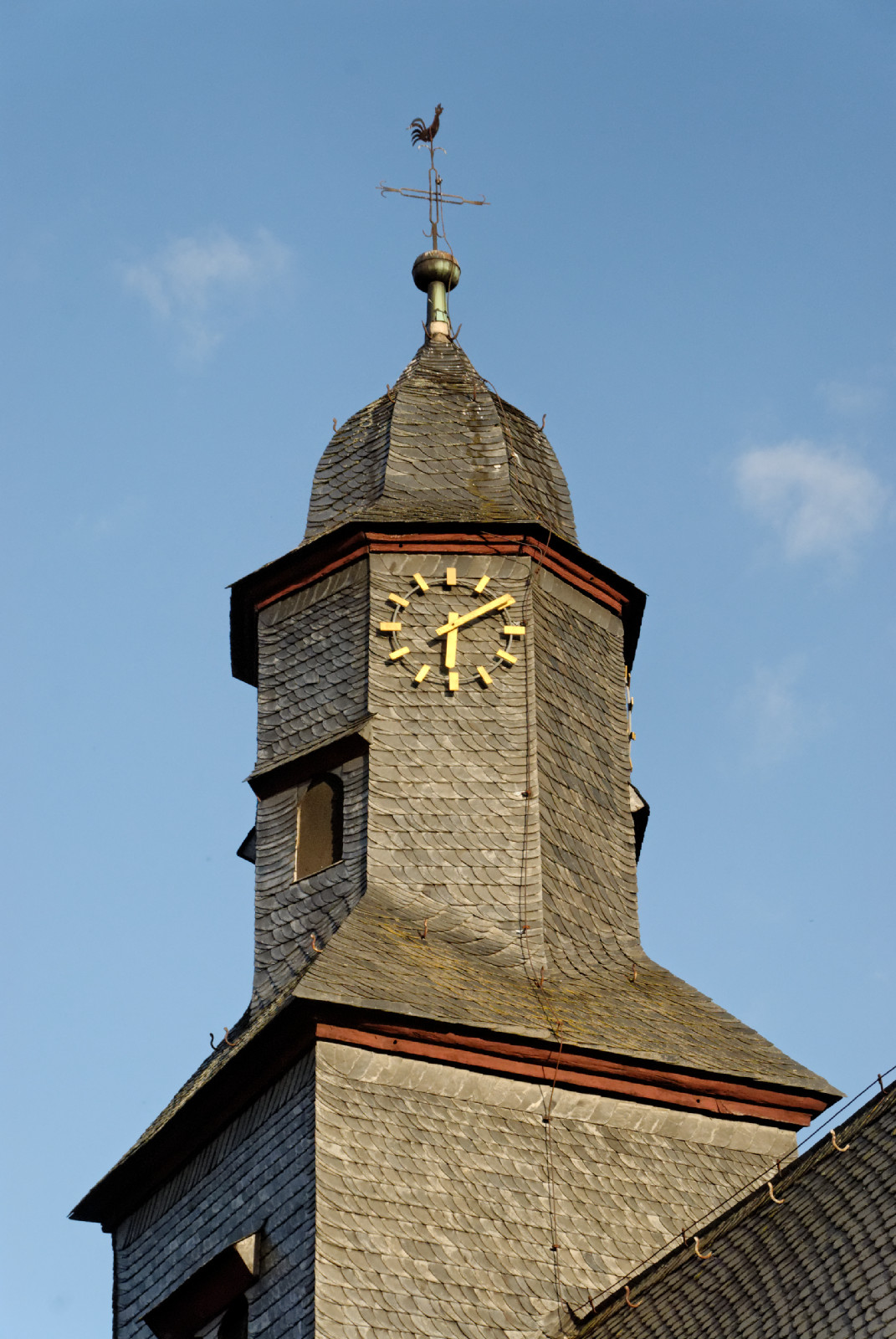
Dachreiter

Die in etwa geostete Saalkirche ist im Ortszentrum an der Dorfstraße aus weiß verputztem Bruchsteinmauerwerk errichtet. Eine alte Kirchhofmauer umgibt das Gelände samt dem Pfarrgarten.
Drei große Rundbogenfenster in der Südseite und eines in der westlichen Nordseite versorgen den Innenraum mit Licht. Dem verschieferten Satteldach ist ein achtseitiger verschieferter Dachreiter aufgesetzt. Über dem kubusförmigen Schaft erhebt sich der achtseitige Helmaufbau mit den Zifferblättern der Turmuhr. Die Welsche Haube wird von einem Turmknauf, einem verzierten Kreuz und einem vergoldeten Wetterhahn bekrönt.
Der Chor wird im Nordosten und Südosten durch zwei kleinere rundbogige Fenster belichtet.
Der westliche Vorbau von 1966 dient als Eingangsbereich, für kleine Nebenräume und als Treppenaufgang zur Empore. Er schließt nicht mit den Langseiten des Schiffs ab, sondern ist asymmetrisch etwas Richtung Süden versetzt. Sein verschiefertes Satteldach erreicht nicht die Höhe des Schiffs. Im Westen und Süden sind je ein querrechteckiges Fenster und in der Nordseite die Eingangstür eingelassen.
Ein Epitaph aus hellem Marmor mit Reliefbekrönung ist an der nördlichen Außenwand der Kirche aufgestellt und erinnert an Pfarrer Johann Friedrich Stein (1708–1784), der 36 Jahre lang die Gemeinde betreute.

## Ausstattung

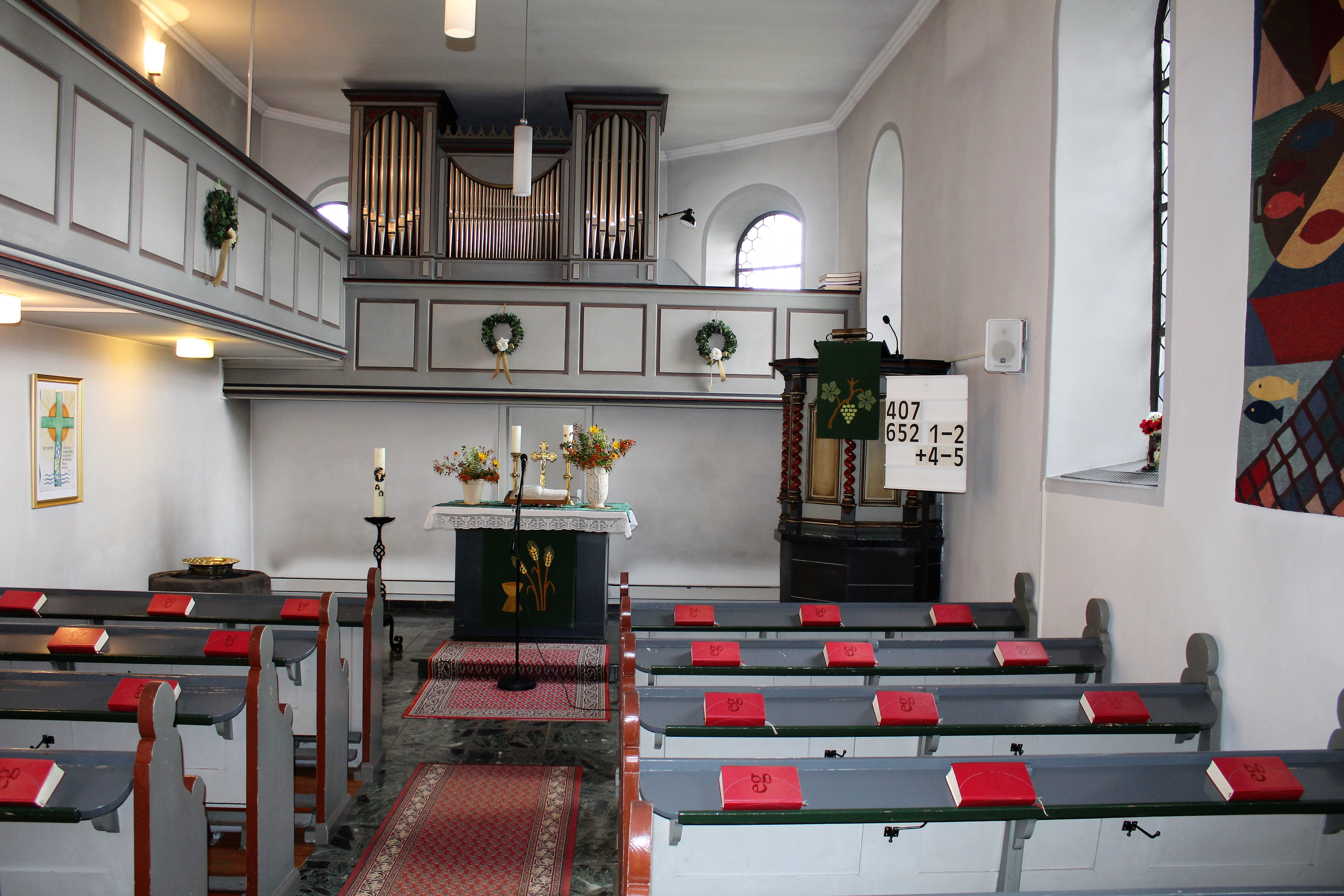
Blick in den Altarraum

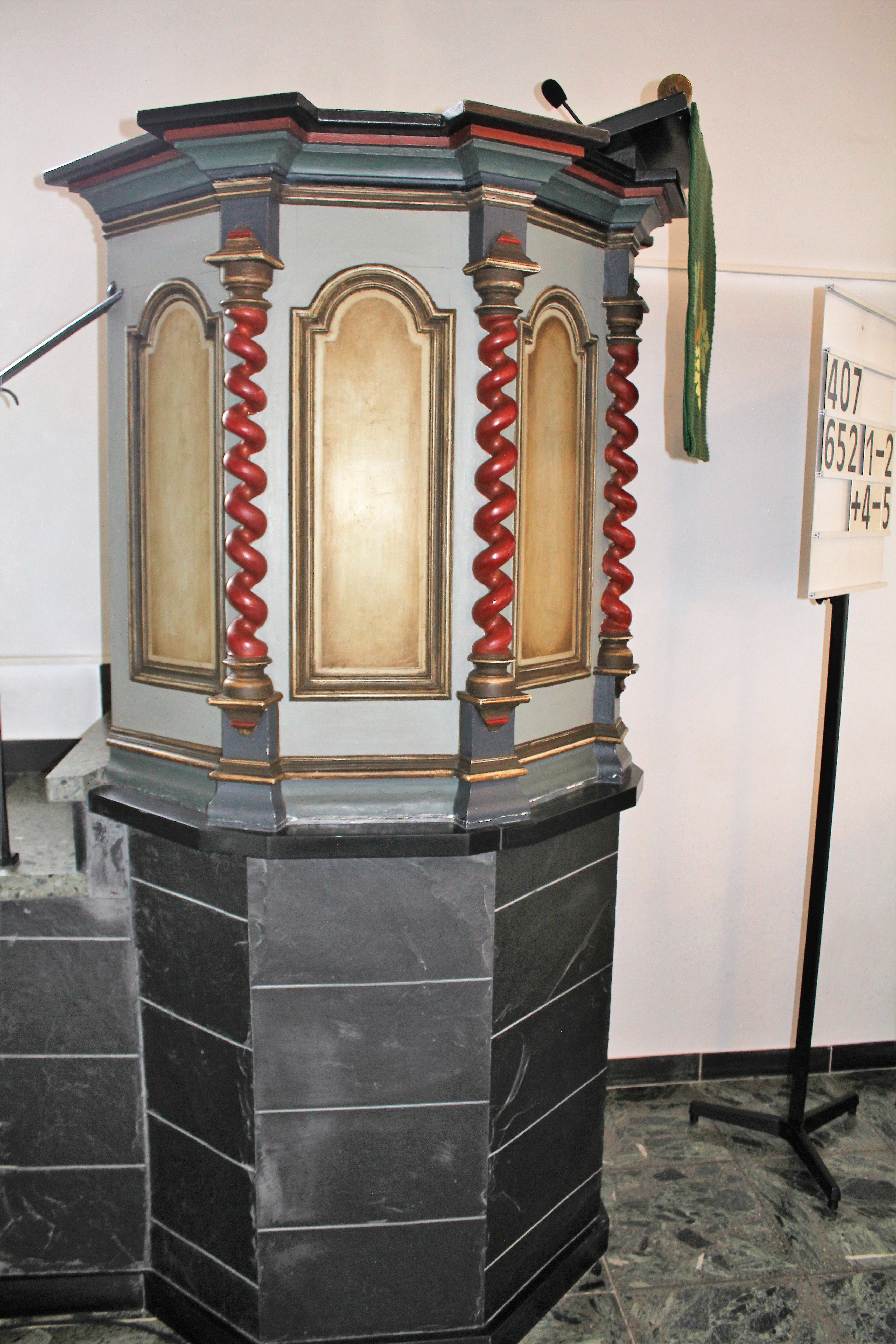
Kanzel

Eine Flachdecke schließt den schlicht gestalteten Innenraum ab. An der West- und der Nordwand ist eine Winkelempore mit kassettierten querrechteckigen Füllungen eingebaut. Die Ostempore ist etwas niedriger und dient als Aufstellungsort für die Orgel. Der Fußboden ist mit Fliesen in verschiedenen Grautönen belegt. Einige alte Inventarstücke der Kirchenausstattung sind erhalten.
Die polygonale Kanzel steht auf einem mächtigen achtseitigen Podest an der Südseite. Nach einer Überlieferung soll sie im Jahr 1742 von einem Meister Hobbelrode aus Tirol angefertigt worden sein. Der Kanzelkorb hat gedrehte, spiralförmige Ecksäulen und schließt oben und unten mit einem profilierten Gesimskranz ab. Die Kanzelfelder haben profilierte Rundbögen. Gegenüber der Kanzel steht das pokalförmige achtseitige Taufbecken. Der hölzerne Blockaltar ist über einem Podest errichtet. Das Kirchengestühl mit geschwungenen Wangen steht auf einem Dielenboden und lässt einen Mittelgang frei.

## Orgel

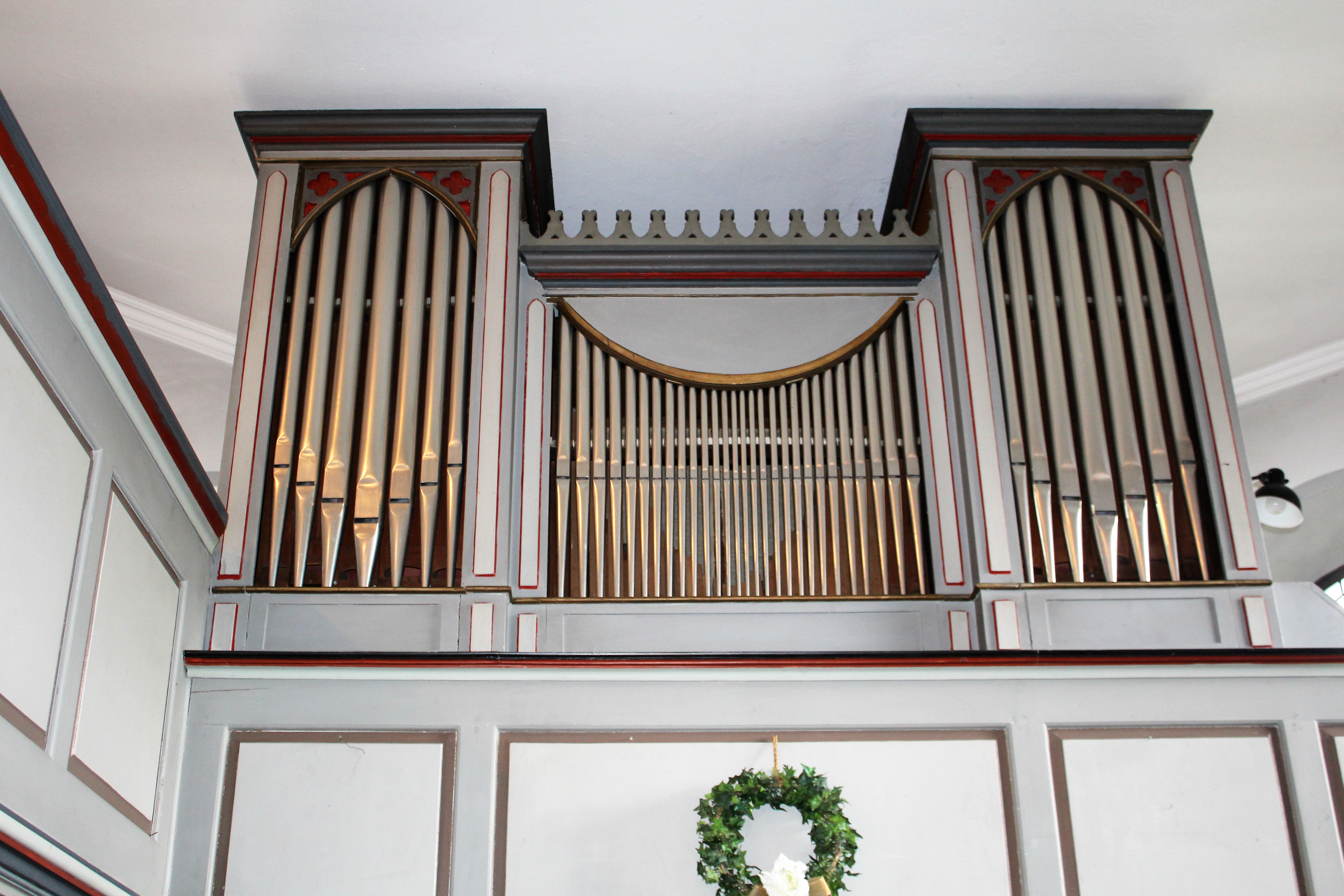
Orgelprospekt

Im Jahr 1836 war eine Orgel vorhanden, die als „unansehnlich“ bezeichnet wurde. Ein unbekannter Orgelbauer baute um 1870 die heutige Orgel. Der neugotische Prospekt hat außen zwei überhöhte flache hochrechteckige Pfeifenfelder mit stumpfen Spitzbogen zwischen zwei Lisenen. Die Außenfelder flankieren ein niedrigeres querrechteckiges Flachfeld mit einem nach oben geöffneten Rundbogen. Das Werk verfügt über acht Register, die auf einem Manual und Pedal verteilt sind. Die Disposition lautet wie folgt:
| I Manual C–f3 |    |
| Prinzipal     | 8′ |
| Hohlflöte     | 8′ |
| Gedackt       | 8′ |
| Octave        | 4′ |
| Flöte         | 4′ |
| Octave        | 2′ |
| Mixtur III    | 1′ |

| Pedal C–c1 |     |
| Subbass    | 16′ |

- Koppel: I/P